# Petruccio Ubaldini
Petruccio Ubaldini (* um 1524 in Florenz; † um 1600) war ein italienischer Kalligraph, Miniator und Gelehrter.
Ubaldini kam 1545 nach England und trat dort in königliche Dienste. Im amtlichen Auftrag bereiste er den Kontinent. Unter der Herrschaft von Eduard VI. kehrte er nach England zurück und nahm 1549 unter Sir James Crofts, dem Statthalter von Haddington, am schottischen Feldzug teil. Ubaldini hielt sich 1552 in Venedig auf und befand sich ab 1562 wieder in England. Mehrfach übersandte er Neujahrsgaben an die Königin von England: 1578/1579 war es ein italienisches Buch mit Malereien advivum und die Metamorphosen des Ovid. 1585/1586 einen Stammbaum und 1588/1589 a book covered with vellum in Italian.

## Werke
- 1551 schrieb er vermutlich für die Signoria in Venedig die Relatione delle cose del Regno d'Inghilterra. Nationalbibliothek Wien: Foscarini MSS; cod. 184, No. 6626c 336-466
- Er schrieb und illustrierte u. a.: Psalmen Davids. mit Wappen des Earl of Arundel, am Schluss bezeichnet: Petruccius Ubaldinus Florentinus Henrico comiti Arundellio Mæcenati suo, scribebat Londini M. D. LXV (Brit. Mus., Roy. MSS., 2 B. IX); Pergamentband mit Wiedergaben der Zitate aus Bibel und Büchern klassischer Autoren in der Galerie von Gorhambury bei St. Albans, geschrieben im Auftrag von Sir Nicolas Bacon als Geschenk für Lady Lumley.